# Miguel Forjaz
Miguel Forjaz Coelho Borges (Angra do Heroísmo, 13 de agosto de 1883 — Angra do Heroísmo, 13 de agosto de 1952), mais conhecido por Miguel Forjaz, foi um jornalista e político que se destacou na imprensa açoriana e como dinamizador cultural. Foi administrador do concelho e vereador da Câmara Municipal de Angra do Heroísmo e dirigente da União Nacional.